# Кривая Леви

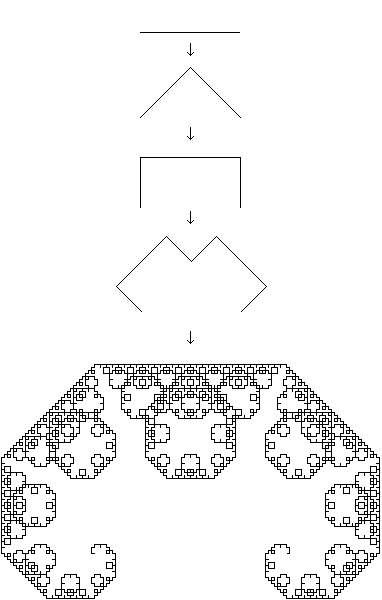
Кривая Леви

Анимация построения

Кривая Леви — фрактал. Предложен французским математиком П. Леви. Получается, если взять половину квадрата вида /\, а затем каждую сторону заменить таким же фрагментом, и, повторяя эту операцию, в пределе получим кривую Леви.
L-система, порождающая кривую Леви:
переменные :   F
константы  :   + −
начало  :   F
правила  :   −F++F−
угол  :   45°

## Свойства
- Кривая Леви нигде не дифференцируема и не спрямляема.
- На любом интервале кривой Леви есть точки самопересечения.
- Хаусдорфова размерность границы кривой Леви приблизительно равна 1,9340. (Кривая Леви состоит из двух равных частей, каждая из которых подобна всей кривой с коэффициентом подобия {\displaystyle 1/{\sqrt {2}}}, из-за отсутствия существенных самопересечений её размерность в точности равна {\displaystyle 2=\ln 2/\ln {\sqrt {2}}}.)
- Кривая Леви — крона  дерева Пифагора.

### Вариации
Стандартная кривая Леви строится с помощью равнобедренных треугольников с углами при основании 45°. Вариации кривой Леви можно построить с помощью равнобедренных треугольников с другими, отличными от 45° углами. До тех пор, пока угол меньше 60°, каждая новая линия короче той линии, из которой она образована, так что процесс строительства стремится к предельной кривой. Углы менее 45° производят фрактал, который менее плотно «свёрнут».

## Пример алгоритма на PHP
```
<?php

        
$i
 
=
 
10
;

        
        
$image
 
=
 
imagecreatetruecolor
(
640
,
 
480
);

        
imagefilledrectangle
(
$image
,
 
0
,
 
0
,
 
imagesx
(
$image
)
 
-
 
1
,
 
imagesy
(
$image
)
 
-
 
1
,

                
imagecolorresolve
(
$image
,
 
255
,
 
255
,
 
255
));

        
$color
 
=
 
imagecolorresolve
(
$image
,
 
0
,
 
0
,
 
0
);

 
        
drawLevy
(
$image
,
 
imagesx
(
$image
)
 
*
 
3
/
8
,
 
imagesy
(
$image
)
 
*
 
3
/
8
,

                
imagesx
(
$image
)
 
*
 
5
/
8
,
 
imagesy
(
$image
)
 
*
 
5
/
8
,
 
$i
,
 
$color
);

        
        
/**

         * Draws levy curve between two points.

         * @return void

         */

        
function
 
drawLevy
(
$image
,
 
$xa
,
 
$ya
,
 
$xc
,
 
$yc
,
 
$i
,
 
$color
)
 
{

            
if
(
$i
 
==
 
0
)

                
imageline
(
$image
,
 
$xa
,
 
$ya
,
 
$xc
,
 
$yc
,
 
$color
);

            
else
 
{

                
// A---B

                
//     |

                
//     C

                
$xb
 
=
 
(
$xa
 
+
 
$xc
)
 
/
 
2
 
+
 
(
$yc
 
-
 
$ya
)
 
/
 
2
;

                
$yb
 
=
 
(
$ya
 
+
 
$yc
)
 
/
 
2
 
-
 
(
$xc
 
-
 
$xa
)
 
/
 
2
;

                
drawLevy
(
$image
,
 
$xa
,
 
$ya
,
 
$xb
,
 
$yb
,
 
$i
 
-
 
1
,
 
$color
);

                
drawLevy
(
$image
,
 
$xb
,
 
$yb
,
 
$xc
,
 
$yc
,
 
$i
 
-
 
1
,
 
$color
);

            
}
 
        
}

 
        
header
(
'Content-type: image/png'
);

        
imagepng
(
$image
);

        
imagedestroy
(
$image
);

?>

```

## Пример алгоритма на Python 3
```
import
 
turtle

turtle
.
hideturtle
()

turtle
.
tracer
(
0
)

turtle
.
penup
()

turtle
.
setposition
(
-
100
,
 
0
)

turtle
.
pendown
()

axiom
,
 
tempAx
,
 
logic
,
 
iterations
 
=
 
'F'
,
 
''
,
 
{
'F'
:
 
'-F++F-'
},
 
15

for
 
i
 
in
 
range
(
iterations
):

    
for
 
j
 
in
 
axiom
:

        
tempAx
 
+=
 
logic
[
j
]
 
if
 
j
 
in
 
logic
 
else
 
j

    
axiom
,
 
tempAx
 
=
 
tempAx
,
 
''

for
 
k
 
in
 
axiom
:

    
if
 
k
 
==
 
'+'
:

        
turtle
.
right
(
45
)

    
elif
 
k
 
==
 
'-'
:

        
turtle
.
left
(
45
)

    
else
:

        
turtle
.
forward
(
1
)

turtle
.
update
()

turtle
.
mainloop
()

```